# Neoclytus approximatus
Neoclytus approximatus es una especie de escarabajo longicornio del género Neoclytus, tribu Clytini, subfamilia Cerambycinae. Fue descrita científicamente por LeConte en 1862.

## Descripción
Mide 6-11 milímetros de longitud.

## Distribución
Se distribuye por Estados Unidos.